# Guacamayas, Colombia
Guacamayas är en ort i Colombia.   Den ligger i departementet Boyacá, i den centrala delen av landet, 270 km nordost om huvudstaden Bogotá. Guacamayas ligger 2 049 meter över havet och antalet invånare är 772.
Terrängen runt Guacamayas är huvudsakligen mycket bergig. Guacamayas ligger nere i en dal. Runt Guacamayas är det ganska glesbefolkat, med 26 invånare per kvadratkilometer. Närmaste större samhälle är El Cocuy, 8,4 km sydost om Guacamayas. Omgivningarna runt Guacamayas är en mosaik av jordbruksmark och naturlig växtlighet.